# Andy Mikita
Andy Mikita kanadai televíziós rendező és producer. Több mint húsz éve dolgozik a filmiparban. Legismertebb munkái a Csillagkapu, a Csillagkapu: Atlantisz és a Stargate Universe sci-fi sorozatok.

## Karrier
Andy Mikita filmes karrierjét az 1980-as évek közepén kezdte. Társalapítója volt a Pincher Creek Film Society nevű társaságnak. 1997-ben írta alá szerződését az MGM akkor induló sorozatának, a Csillagkapu című sci-fi sorozat bevezető epizódjára. Azóta számos televíziós sorozaton dolgozott rendezőként és illetve producerként, többek között a Csillagkapu spin-offjai, a Csillagkapu: Atlantisz és a Stargate Universe című sorozatokon. Állítása szerint a rendezés az elsődleges munkája, a produceri státusz a Csillagkapu-franchise-zal indult.
Színészként is megjelent a Csillagkapu sorozat Wormhole X-Treme! című epizódjában, majd a esküvői vendégként a 200 epizódban.
Mikita rendezője lesz az első csak DVD-re megjelenő Csillagkapu: Atlantisz filmnek (Stargate: Extinction).

## Filmjei

### Rendező
- Stargate: Extinction (forgatás alatt)
- Stargate Universe (2009 - 2010) 6 epizód
- Csillagkapu: Atlantisz (2004 - 2009) 22 epizód
- Vámpír akták (2007) 3 epizód
- Csillagkapu (1999 - 2007) 29 epizód

#### Rendezőasszisztens
- Csillagkapu: Atlantisz (2004) 1 epizód
- Csillagkapu (1997 - 2003) 91 epizód
- Tudom, mit suttogtál a sötétben (1998)
- Eljövendő szép napok (1997)
- Szende, mint a halál (1996)
- Poltergeist - A kopogó szellem (1996)
- Profit (sorozat) (1996)
- Two (sorozat) (1996)
- The Song Spinner (1995)
- Texasi krónikák (sorozat) (1994)
- Hawkeye (1994)
- Love on the Run (1994)
- Traps (1994)
- Kobra (sorozat) (1993)
- The Hat Squad (1992)
- 21 Jump Street (1991) 3 epizód
- Street Justice (1991)
- Stella (1990)
- A szamurájok utolsó csatája (1990)
- A családban marad (1989)

### Producer
- Stargate Universe (2009 - 2010) társproducerként 20 epizód
- Csillagkapu: Atlantisz (2007 - 2009) 40 epizód
- Csillagkapu (2002 - 2007) 64 epizód, társproducerként (2004 - 2006) 40 epizód

### Színész
- Wormhole X-Treme! (Csillagkapu) (2001)
- 200 (Csillagkapu) (2006)